# Andocamaria formosana
Andocamaria formosana là một loài bọ cánh cứng trong họ Tenebrionidae. Loài này được Pic miêu tả khoa học đầu tiên năm 1930.